# 布蘭科橋

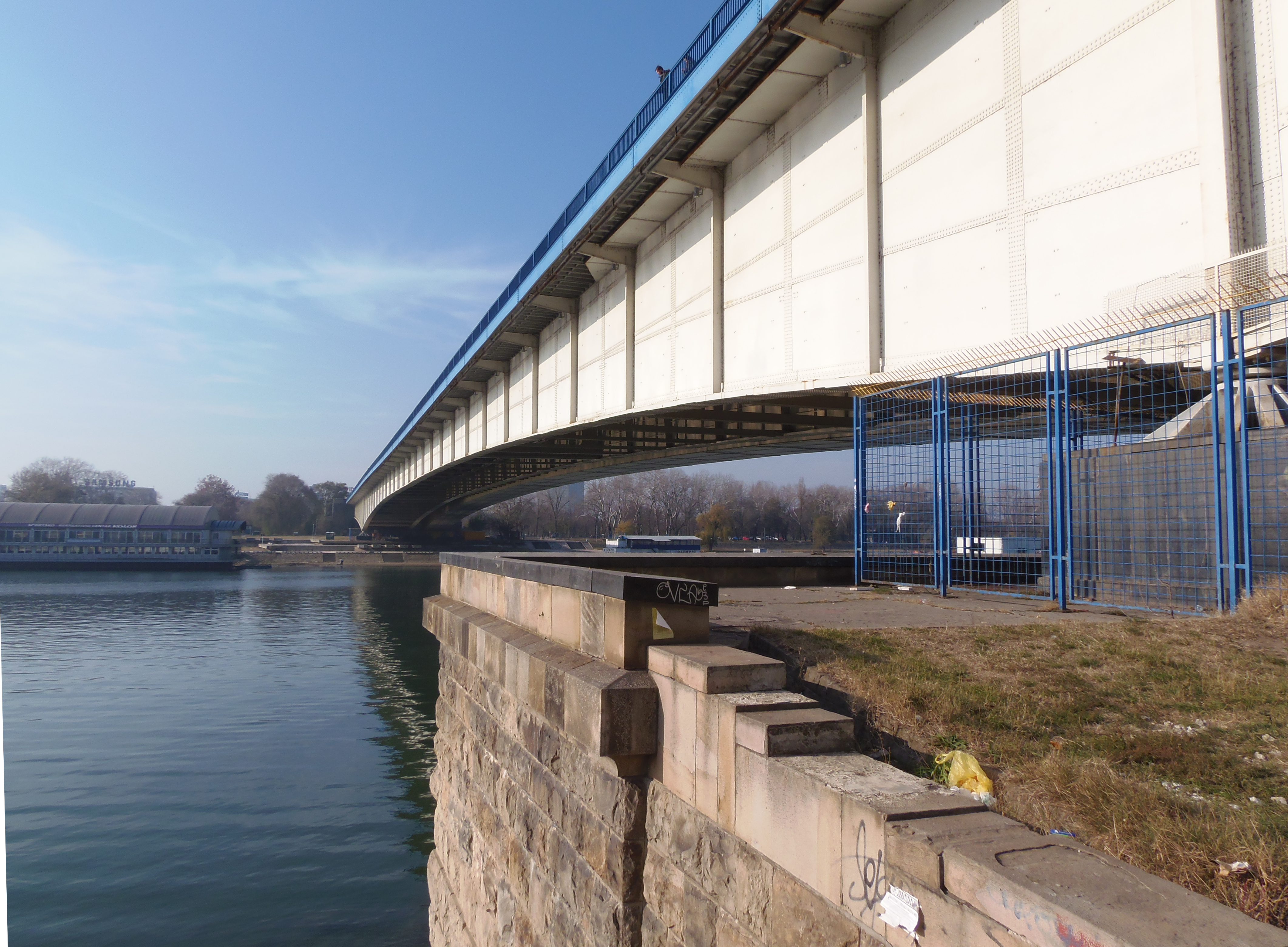
布蘭科橋

布蘭科橋是位於塞爾維亞首都貝爾格勒的一座橋樑。布蘭科橋修建於1957年，以取代亞歷山大國王橋。

## 外部連結
- Fanovi „Stonsa“ opasno zaljuljali Brankov most[永久], Blic, 17. jul 2007
- http://www.blic.rs/Vesti/Beograd/92810/Policija-nije-dala-da-veceraju-na-Brankovom-mostu （页面存档备份，存于）